# Bjørn Melhus
Bjørn Melhus (Kirchheim unter Teck, 1966 –) norvég származású német művész, forgatókönyvíró, rendező, operatőr, színész és egyetemi tanár. Berlinben él, számos videót és installációt jelenített meg.